# Colletes inaequalis
Colletes inaequalis är ett bi som är medlem av familjen korttungebin och släktet sidenbin.

## Beskrivning
Storleksskillnaden mellan könen är ganska påtaglig; medan honan är 12 till 13 mm lång, blir hanen endast 9 till 10 mm. Hos båda könen har huvud och mellankropp brungul päls, medan bakkroppen är blankt svart, dock med ljusa hårkanter i bakänden av varje tergit (bakkroppssegment) utom den sista.

## Ekologi
Arten flyger från mars till juli (undantagsvis något längre) och besöker blommande växter från ett flertal familjer, bland andra kinesträdsväxter (som hästkastanjer), rosväxter, ranunkelväxter, ärtväxter, portlakväxter, korsblommiga växter, korgblommiga växter, liljeväxter, flockblommiga växter, almväxter, brakvedsväxter, sumakväxter, ripsväxter, videväxter, näveväxter, nejlikväxter, ljungväxter (som blåbärssläktet), desmeknoppsväxter (som olvonsläktet) och vinruteväxter.

## Utbredning
Colletes inaequalis är en nordamerikansk art som finns i Nova Scotia i Kanada, över Minnesota i USA och söderut till Georgia.